# Barbus dartevellei
Barbus dartevellei är en fiskart som beskrevs av Poll, 1945. Barbus dartevellei ingår i släktet Barbus och familjen karpfiskar. IUCN kategoriserar arten globalt som otillräckligt studerad. Inga underarter finns listade.